# Sugnens
Sugnens är en ort i kommunen Montilliez i kantonen Vaud i Schweiz. Den ligger cirka 15 kilometer norr om Lausanne. Orten har 431 invånare (2021).
Orten var före den 1 juli 2011 en egen kommun, men slogs då samman med kommunerna Dommartin, Naz och Poliez-le-Grand till den nya kommunen Montilliez.